# Plattmakers
Plattmakers er et plattysk online ordbog-projekt. Med mere end 18.500 opslagsord (august 2013) er det en af de mest omfattende online ordbøger over plattysk. Hvert opslagsord kan slås op på flere forskellige plattyske dialekter og gør den effektivt til den mest omfattende plattyske ordbog til rådighed.

## Historie
Plattmakers blev oprettet i 2009.

## Egenskaber
Det mest fremtrædende træk ved ordbogen er, at dens opslagsord er gemt i en speciel notation og gør det muligt at foretage dem på forskellige måder. Det plattyske sprog har ingen fast ortografisk standard og hver region adskiller sig ved den måde, som ordene er skrevet ned. Plattmakers-notationen gemmer ordets sproglige træk, som det var omkring 700 e.Kr. Det var det tidspunkt, hvor den seneste fælles forgænger blev talt, hvorfra alle moderne plattyske dialekter derefter blev udviklet. Strengen behandles derefter af en renderingsmaskine, der reproducerer alle relevante lydudviklinger siden da i kronologisk rækkefølge, og dermed producerer den phonologiske repræsentationen af det moderne ord. Denne repræsentation behandles så af en anden renderingsmaskine, der anvender moderne ortografi til strengen. Softwaren er dermed i stand til at gengive alle ord i en dialekt og deres retskrivning. Ordbogen indeholder plattysk-kommentarer til plattysk-ordene, som også giver oversættelserne af ordene på engelsk, tysk og hollandsk. Brugerfladen er til rådighed på plattysk, engelsk, tysk og hollandsk. Webstedet inddeler det plattyske sprogområde i 128 underafdelinger. For hver af dem er der planlagt en tilpasset rendering. Websiden indsamler også information om det område, hvert ord er brugt i, og gør det dermed muligt at skelne de ord, der er i almindelig brug fra de ord, der alene bruges regionalt.

## Eksterne links
- Hjemmeside